# Archidiocèse de Hermosillo
L'archidiocèse d'Hermosillo (en latin : Archidioecesis Hermosillensis ; en espagnol : Arquidiócesis de Hermosillo) est un archidiocèse métropolitain de l'Église catholique du Mexique.

## Territoire

Archidiocèse de Hermosillo
Suffragants

Il comprend les municipalités d'Aconchi, Arizpe, Banámichi, Baviácora, Benjamín Hill, Carbó, Cucurpe, Hermosillo, Huépac, Magdalena, Opodepe, Rayón, San Miguel de Horcasitas, San Felipe de Jesús, Santa Ana et Ures de l'État de Sonora.
Il possède un territoire d'une superficie de 36 991 km2 divisé en 66 paroisses. Le siège archiépiscopal est dans la ville de Hermosillo où se trouve la cathédrale de l'Assomption (es).

## Historique
Le diocèse de Sonora est érigé le 7 mai 1779 par la bulle Immensa divinae pietatis du pape Pie VI en prenant une partie du territoire du diocèse de Durango (aujourd'hui archidiocèse de Durango) et de Guadalajara (aujourd'hui archidiocèse de Guadalajara). Le nouveau diocèse comprend la Californie espagnole et les États de Sonora et Sinaloa.
Le siège épiscopal est d'abord placé à Arizpe, il est transféré à Álamos puis à Culiacán. Il cède une portion de son territoire le 27 avril 1840 pour l'érection du diocèse du Californie.
Nommé suffragant de l'archidiocèse de Mexico lors de sa création, il intègre la province ecclésiastique de l'archidiocèse de Guadalajara le 23 juin 1863 en vertu de la bulle Romana Ecclesia du pape Pie IX.
Il cède une portion de son territoire le 24 mai 1883 pour l'établissement du diocèse de Sinaloa (aujourd'hui diocèse de Culiacán). Le 21 juillet 1888, le siège épiscopal est transféré à Hermosillo en vertu du décret Dum quinque de la congrégation des évêques.
Par la bulle Illud in primis de Léon XIII du 23 juin 1891, il devient suffragant de l'archidiocèse de Durango en même temps que les diocèses de Chihuahua (aujourd'hui archidiocèse de Chihuahua), Sinaloa et le vicariat apostolique de Basse-Californie (aujourd'hui archidiocèse de Tijuana).
Il cède une nouvelle portion de territoire le 20 juin 1959 pour l'érection du diocèse de Ciudad Obregón. Le 1er septembre de la même année, il prend le nom de diocèse d'Hermosillo à la suite du décret Quum Apostolicis de la congrégation des évêques.
Le 13 juillet 1963, il est élevé au rang d'archidiocèse métropolitain par la constitution apostolique Mexicana natio du pape Paul VI avec pour suffragants les diocèses de Ciudad Obregón et de Tijuana. Il cède encore des parties de territoire le 25 mars 1966 pour la création du diocèse de Mexicaliet le 19 mars 2015 pour le diocèse de Nogales.

## Évêques
- Antonio María de los Reyes Almada, O.F.M.Obs (11 décembre 1780 - 6 mars 1787)
- José Joaquín Granados y Gálvez, O.F.M.Obs (10 mars 1788 - 21 février 1794), nommé évêque de Durango
- Damián Martínez de Gallinsoa, O.F.M.Obs (21 février 1794 - 18 décembre 1795), nommé évêque de Tarazona
- Francisco Rousset de Jesús y Rosas, O.F.M.Obs (24 juillet 1797 - 29 décembre 1814)
  - Sede vacante (1814-1817)
- Bernardo del Espíritu Santo Martínez y Ocejo, O.C.D (14 avril 1817 - 23 juillet 1825)
  - Sede vacante (1825-1837)
- José Lázaro de la Garza y Ballesteros (19 mars 1837 - 30 septembre 1850), nommé archevêque de Mexico
- Pedro José de Jesús Loza y Pardavé (18 mars 1852 - 22 juin 1868), nommé archevêque de Guadalajara
- José de Jesús María Uriarte y Pérez (25 juin 1869 - 9 août 1883), nommé évêque de Sinaloa
- Jesús María Rico y Santoyo, O.F.M (9 août 1883 - 11 août 1884)
  - Sede vacante (1884-1887)
- Herculano López de la Mora (26 mai 1887 - 6 avril 1902)
- Ignacio Valdespino y Díaz (15 septembre 1902 - 10 janvier 1913), nommé évêque d'Aguascalientes
  - Sede vacante (1913-1919)
- Juan María Navarrete y Guerrero (24 janvier 1919 - 13 août 1968)
- Carlos Quintero Arce (18 août 1968 - 20 août 1996)
- José Ulises Macías Salcedo (20 août 1996 - 26 avril 2016)
- Ruy Rendón Leal, depuis le 26 avril 2016